# Світимість колайдера
Світимість (англ. luminosity) є важливою «інструментальною» характеристикою колайдера; чим вона більша, тим частіше відбуваються зіткнення частинок з зустрічних пучків. Світимість залежить від кількості частинок в кожному пучку й від того, наскільки щільно частинки зібрані, тобто наскільки добре пучок сфокусований у точці зіткнення.
Світимість L вимірюється в см−2с−1. Для того щоб дізнатися, як часто буде відбуватися якийсь процес на даному колайдері, треба помножити перетин процесу на світимість колайдера. Наприклад, при проектній світності LHC, що дорівнює 1034 см−2с−1, процес народження гіггсівського бозона з масою 200 ГеВ, що має перетин 20 pb (= 2*10−35 см²), буде відбуватися із середньою частотою один раз на п'ять секунд.
Часто використовують також інтегральну світимість (або інтеграл світимості), тобто світимість, помножену на час роботи прискорювача. Її зазвичай виражають у зворотних пікобарнах (pb−1) або зворотних фемтобарнах (fb−1; 1 fb−1 = 1 000 pb−1). Наприклад, колайдер зі світимістю 1934 см−2с−1, пропрацювавши протягом «стандартного прискорювального періоду» (10 мільйонів секунд, що приблизно дорівнює чотирьом місяцям), набере інтегральну світність 100 fb−1. Це означає, що який-небудь рідкісний процес з перетином 1 fb, відбудеться за цей час приблизно 100 разів (проте через неідеальну ефективність детектора кількість реально зареєстрованих подій буде, звичайно, меншою).

## Методи підвищення світимості
Частинки в кільцевому прискорювачі літають не суцільним потоком, а розбиті на окремі компактні згустки (на жаргоні — «Банчу», від англ. bunch — згусток). Існує кілька можливостей для збільшення світність прискорювачів:
- Збільшення часток у кожному згустку. Тут є природна межа: однойменно заряджені частинки відштовхуються, і тому дуже багато частинок в одному згустку просто не втримаєш.
- Збільшення кількості згустків. Цим шляхом пішли розробники LHC — при проектній світимості в ньому будуть циркулювати по 2808 згустків у кожному з двох зустрічних пучків. Час між зіткненнями згустків складатиме всього 25 нс. Це накладає дуже жорсткі вимоги на параметри детектора і електроніку, що зчитує дані, — адже за ці 25 нс треба встигнути не лише зареєструвати народжені частинки, а й передати комп'ютеру всю зібрану інформацію, а також «очистити» детектор, підготувавши його до прийому нової порції частинок.
- Стиснення згустків. Унаслідок сильного електричного відштовхування згустки літають прискорювальним кільцем у досить розрідженому стані, і тільки поблизу точок зіткнення їх сильно стискають спеціальні фокусні магніти. Правда, мінімально можливий поперечний розмір згустку залежить не тільки від властивостей цього магніту, а й від того, наскільки сильно «бовтатимуться» частинки всередині згустку при його русі в прискорювачі. Для придушення цього «бовтання» пучки потрібно охолоджувати.

Слід зазначити, що далеко не завжди потрібно прагнути до максимально можливої світимості. Річ у тому, що якщо в кожному згустку буде дуже багато частинок, то при кожному зіткненні двох зустрічних згустків буде одночасно відбуватися кілька незалежних протон-протонних зіткнень. Детектор буде бачити накладені один на одного сліди відразу всіх цих зіткнень, і розібратися в них буде ще важче, ніж у випадку одного-єдиного зіткнення. Це небажане, але неминуче при високій світимості явище називається ефектом нагромадження (скупчення).